# Floyd Mutrux
Floyd Mutrux (Houston, 25 juni 1941) is een Amerikaanse filmregisseur, scenarioschrijver en filmproducent. 

## Filmografie
- 1971: Two-Lane Blacktop - scenarist (niet vermeld)
- 1971: Dusty and Sweets McGee - regisseur, scenarist
- 1971: The Christian Licorice Store - scenarist, producent
- 1974: Freebie and the Bean - scenarist, uitvoerend producent
- 1975: Aloha Bobby and Rose - regisseur, scenarist
- 1978: American Hot Wax - regisseur
- 1980: The Hollywood Knights - regisseur, scenarist
- 1990: Dick Tracy - uitvoerend producent
- 1992: American Me - scenarist, uitvoerend producent
- 1993: Blood In Blood Out - scenarist
- 1994: There Goes My Baby - regisseur, scenarist
- 1996: Mulholland Falls - scenarist
- 2017: Sun Records (tv-serie) - scenarist, producent